# Fayu
Fayu (o Fayo) è un atollo disabitato situato nell'Oceano Pacifico appartenente all'arcipelago delle Isole Hall nello Stato di Chuuk, parte degli Stati Federati di Micronesia.
Viene indicato anche con il nome di East Fayu per distinguerlo dall'atollo West Fayu (conosciuto anche come atollo Piagailoe), situato a circa 500 km di distanza nello Stato di Yap.

## Geografia
Fayu si trova a circa 36 km di distanza dall'atollo Nomwin e a circa 100 km dalle isole Chuuk.
L'atollo misura approssimativamente 3,5 km in lunghezza e 2 km in ampiezza con una superficie totale di circa 0,40 km². Al centro dell'atollo sorge una laguna con al suo interno due piccole isole.

## Fauna
L'atollo è sede di nidificazione della tartaruga Chelonia mydas, anche se studi recenti suggeriscono che la presenza dell'animale sull'isola si sia notevolmente ridotta, quasi azzerata, a causa della caccia compiuta dalle popolazioni locali per sostentamento e commercio.
Le altre specie di rettili di cui è stata rilevata la presenza sono: Gehyra mutilata, Gehyra oceanica, Lepidodactylus lugubris, Perochirus ateles, Emoia boettgeri, Emoia caeruleocauda, Emoia jakati e Lamprolepis smaragdina.
L'atollo è anche un centro di nidificazione di numerosi uccelli marini, in particolare: Sula sula, Sula leucogaster, Fregata minor, Onychoprion fuscatus e Thalasseus bergii.

## Avvenimenti
Nella parte settentrionale del reef dell'atollo è presente il relitto di una nave da carico (8°33′31.28″N 151°20′05.81″E).
Tra il 19 e il 22 aprile del 1905 l'atollo è stato investito da un tifone di categoria III che ha provocato ingenti danni a tutta la zona.
Nell'agosto 2016 Fayu è stato al centro dell'attenzione dei media internazionali per il salvataggio compiuto da parte della United States Coast Guard di due persone che, a seguito del naufragio della loro imbarcazione, avevano trovato rifugio sull'atollo disabitato. I due naufraghi dopo essere approdati sulla spiaggia hanno tracciato sulla sabbia i caratteri SOS, un elicottero ha notato la richiesta di aiuto e ha allertato le autorità navali che hanno proceduto alle operazioni di recupero.